# Bảo tàng Vatican
Các viện Bảo tàng Vatican (tiếng Ý: Musei Vaticani; tiếng Latinh: Musea Vaticana) là các bảo tàng công cộng của Thành phố Vatican. Họ trưng bày các tác phẩm từ bộ sưu tập khổng lồ của Giáo hội Công giáo và Giáo hoàng trong suốt nhiều thế kỷ, bao gồm một số tác phẩm điêu khắc La Mã nổi tiếng nhất và những kiệt tác quan trọng nhất của nghệ thuật thời Phục hưng trên thế giới. Các bảo tàng chứa khoảng 70.000 tác phẩm, trong đó 20.000 tác phẩm được trưng bày, và hiện đang tuyển dụng 640 người làm việc trong 40 bộ phận hành chính, học thuật và trùng tu khác nhau.
Giáo hoàng Julius II thành lập viện bảo tàng vào đầu thế kỷ 16. Nhà nguyện Sistine, với trần nhà và tường bàn thờ do Michelangelo trang trí, vàStanze di Raffaello do Raphael trang trí, nằm trên tuyến đường dành cho khách tham quan qua Bảo tàng Vatican.
Năm 2020, do đại dịch COVID-19, các Bảo tàng Vatican chỉ có 1.300.000 người đến thăm, giảm 81% so với số lượng du khách vào năm 2019, nhưng vẫn đủ để xếp hạng các bảo tàng ở vị trí thứ tư trong bảo tàng nghệ thuật được ghé thăm nhiều nhất trên thế giới.
Tổng cộng có 24 phòng trưng bày, hay bán, Nhà nguyện Sistine là phòng trưng bày cuối cùng đáng chú ý nhất trong Bảo tàng.

## Lịch sử
Bảo tàng Vatican truy nguyên nguồn gốc là từ một tác phẩm điêu khắc bằng đá cẩm thạch, được mua vào thế kỷ 16: Laocoön and His Sons được phát hiện vào ngày 14 tháng 1 năm 1506, trong một vườn nho gần vương cung thánh đường củaSanta Maria Maggiore ở Rome. Giáo hoàng Julius II đã cử Giuliano da Sangallo và Michelangelo, những người đang làm việc tại Vatican, để kiểm tra khám phá. Theo đề nghị của họ, Giáo hoàng đã ngay lập tức mua bức điêu khắc từ chủ sở hữu vườn nho. Giáo hoàng đưa bức điêu khắc đại diện cho linh mục Laocoön thành Trojan và hai con trai của ông, Antiphantes và Thymbraeus đang bị tấn công bởi những con rắn khổng lồ, trưng bày công khai tại Vatican đúng một tháng sau khi phát hiện ra nó.
Benedict XIV thành lập Bảo tàng Christianum, và một số bộ sưu tập của Vatican đã thành lập Bảo tàng Lateran, doPius IX thành lập theo sắc lệnh vào năm 1854.
Các bảo tàng đã kỷ niệm 500 năm thành lập vào tháng 10 năm 2006 bằng cách mở cửa vĩnh viễn các cuộc khai quật của một nghĩa địa Đồi Vatican cho công chúng.
Ngày 1 tháng 1 năm 2017, bà Barbara Jatta là người phụ nữ đầu tiên trở thành Giám đốc của Viện bảo tàng Vatican, thay thế Antonio Paolucci đã giữ chức giám đốc từ năm 2007.

## Phòng trưng bày Vatican

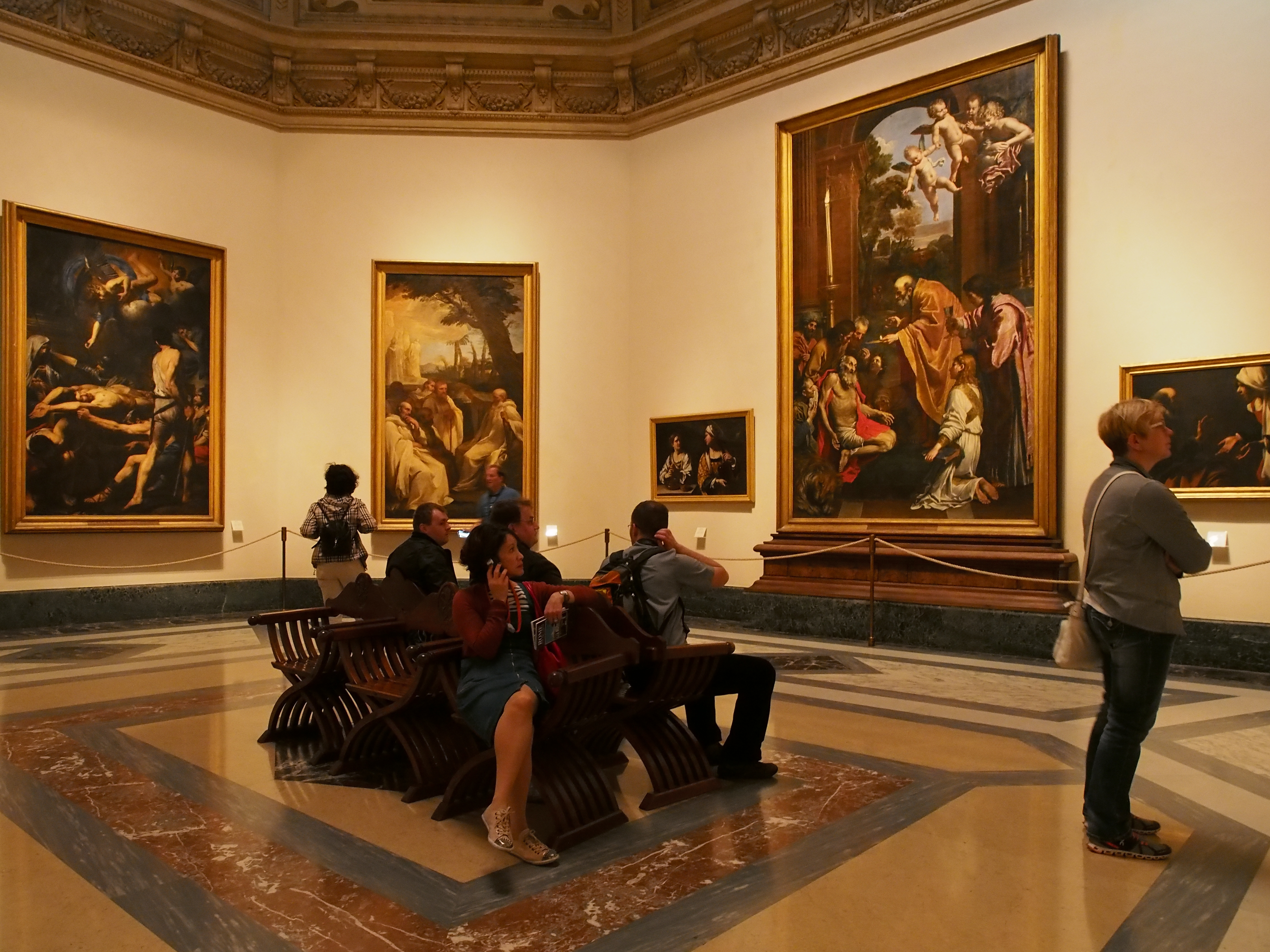
Du khách đến Pinacoteca Vaticana

Phòng trưng bày nghệ thuật được đặt trong Căn hộ Borgia cho đến khi Pius XI ra lệnh xây dựng một tòa nhà chuyên dụng. Tòa nhà mới do Luca Beltrami thiết kế, khánh thành ngày 27 tháng 10 năm 1932. Các bức tranh của bảo tàng bao gồm:
- Giotto: Stefaneschi Triptych
- Olivuccio di Ciccarello: Opere di Misericordia
- Filippo Lippi: Marsuppini Coronation
- Giovanni Bellini: Pietà
- Melozzo da Forlì: Sixtus IV Appointing Platina as Prefect of the Vatican Library
- Pietro Perugino: Decemviri Altarpiece và San Francesco al Prato Resurrection
- Leonardo da Vinci: Saint Jerome in the Wilderness
- Raphael: Madonna of Foligno, Oddi Altarpiece và Transfiguration
- Titian: Frari Madonna
- Antonio da Correggio: Christ in Glory
- Paolo Veronese: The Vision of Saint Helena
- Caravaggio: The Entombment of Christ
- Domenichino, The Last Communion of Saint Jerome
- Nicolas Poussin, The Martyrdom of Saint Erasmus
- Jan Matejko: Sobieski tại Vienna

## Những tác phẩm nổi bật

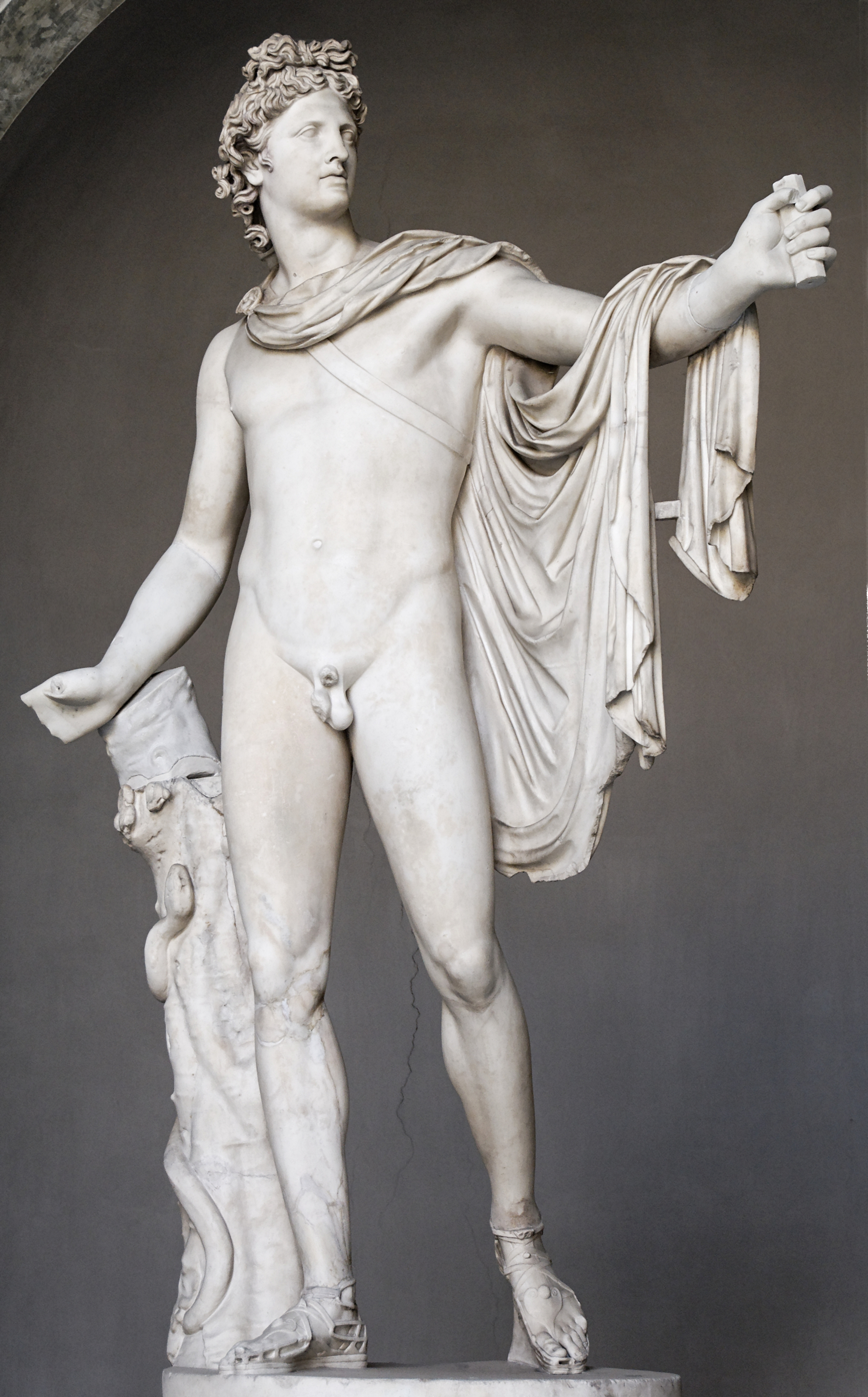
Sau Leochares Apollo Belvedere Museo Pio-Clementino
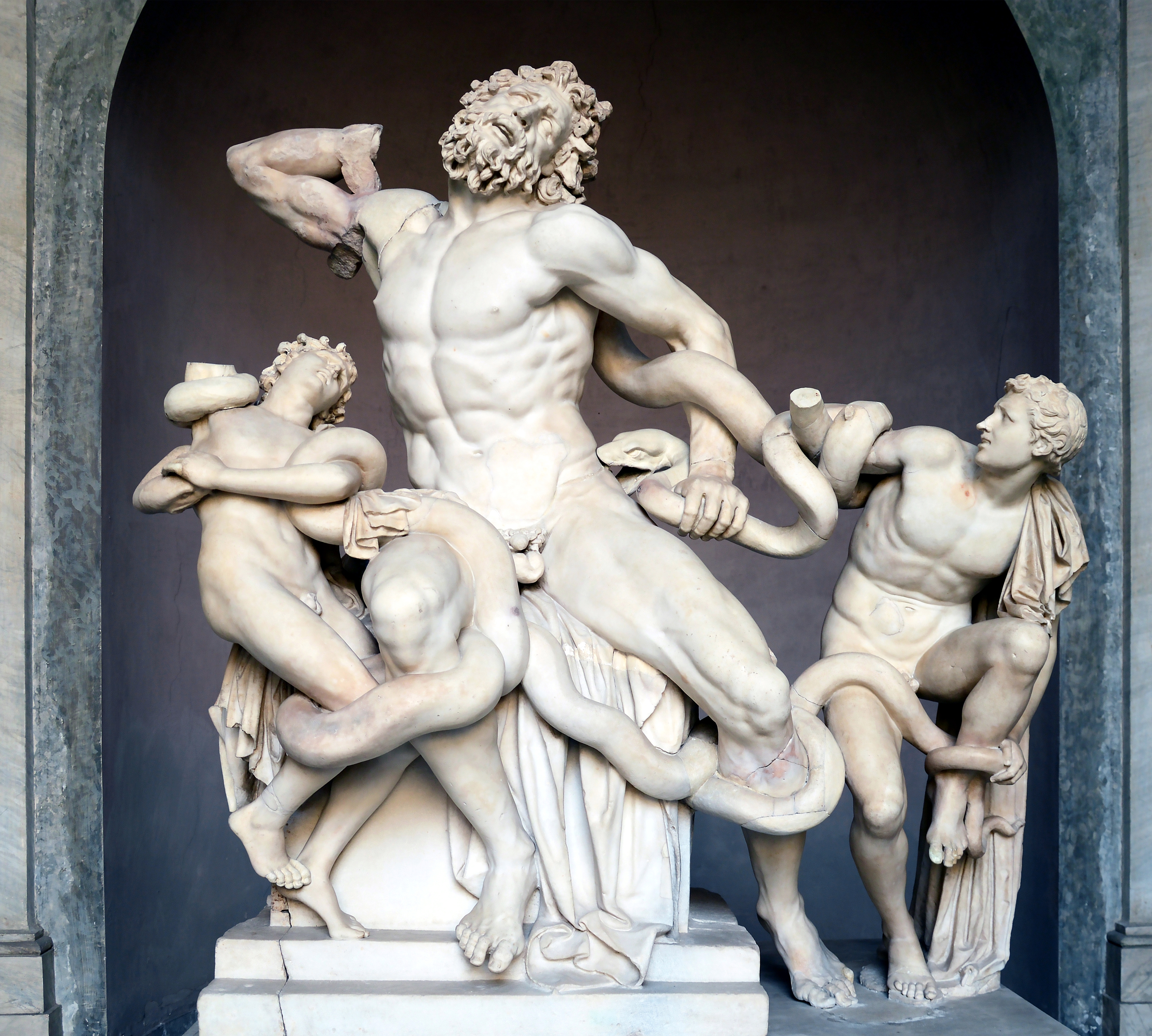
Agesander, Athenodorus và Polydorus Laocoön and His Sons Museo Pio-Clementino
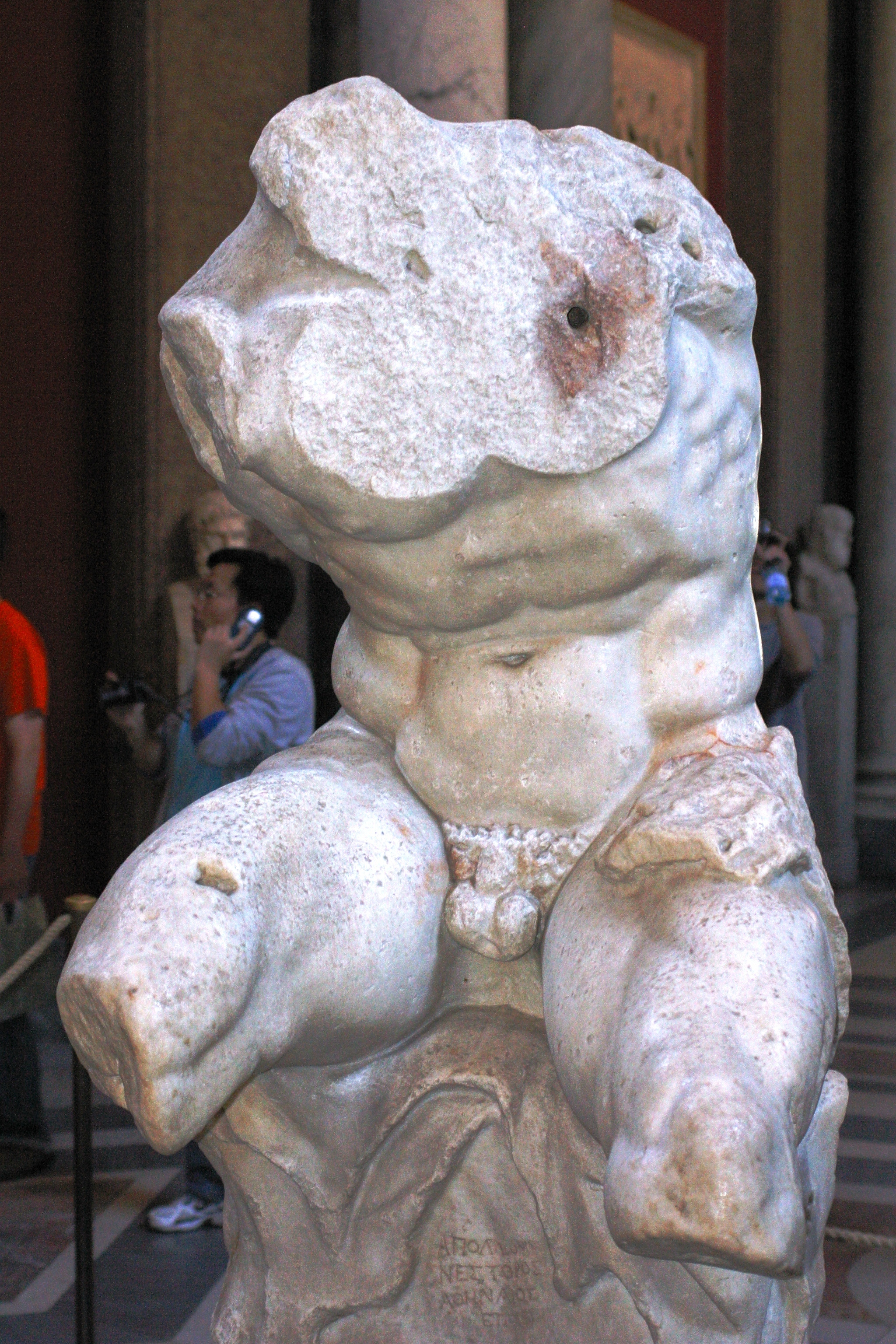
Apollonius Belvedere Torso Museo Pio-Clementino
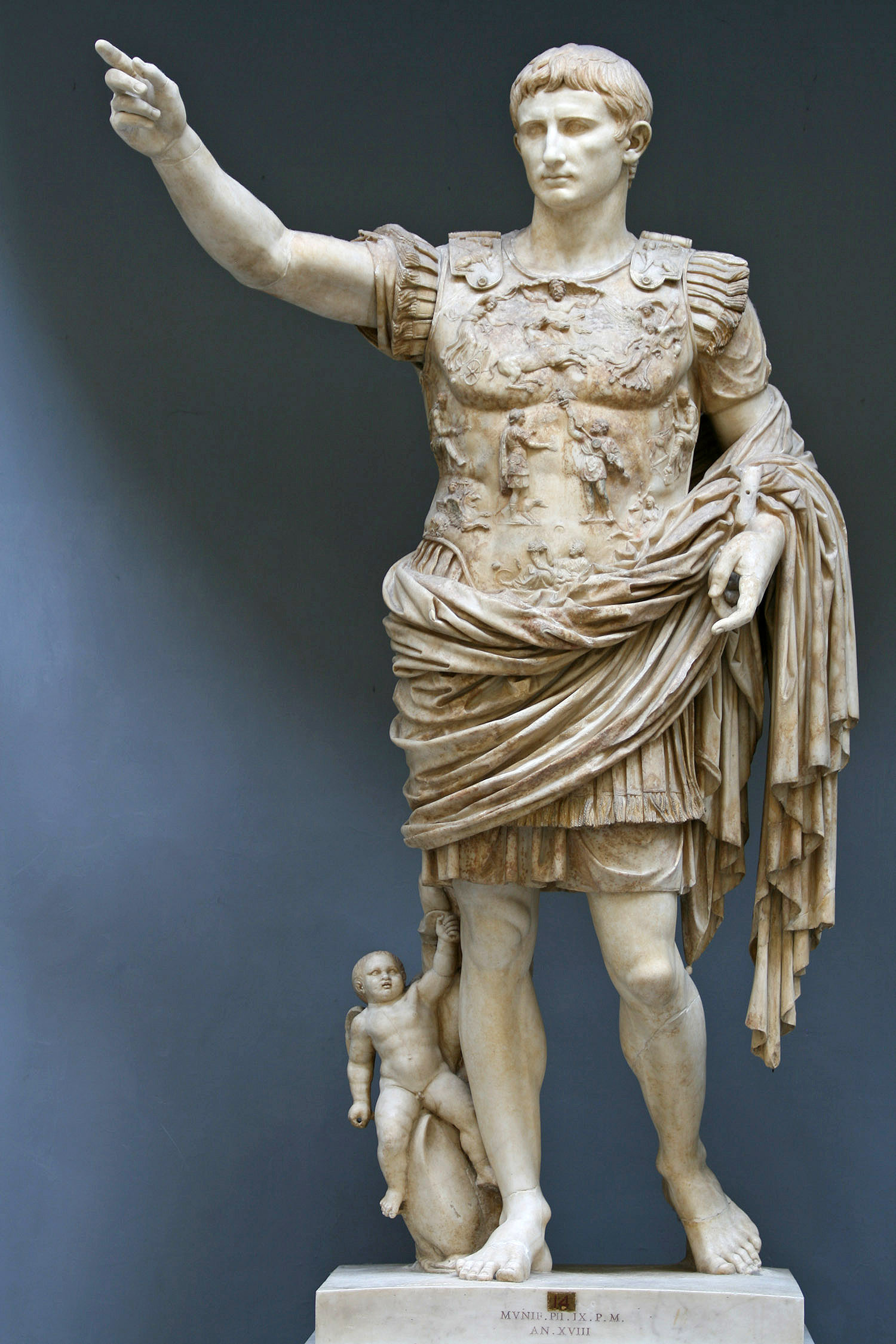
La Mã, thế kỷ 1 sau Công Nguyên Augustus of Prima Porta Museo Chiaramonti
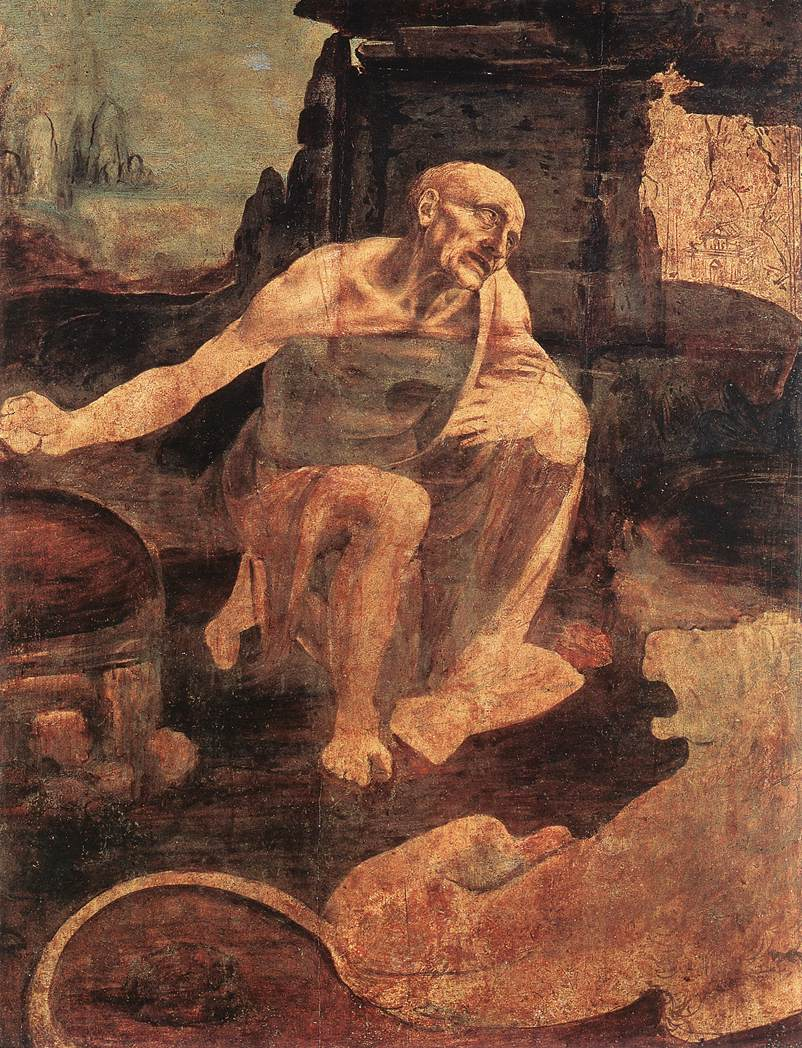
Leonardo da Vinci Saint Jerome in the Wilderness Pinacoteca Vaticana
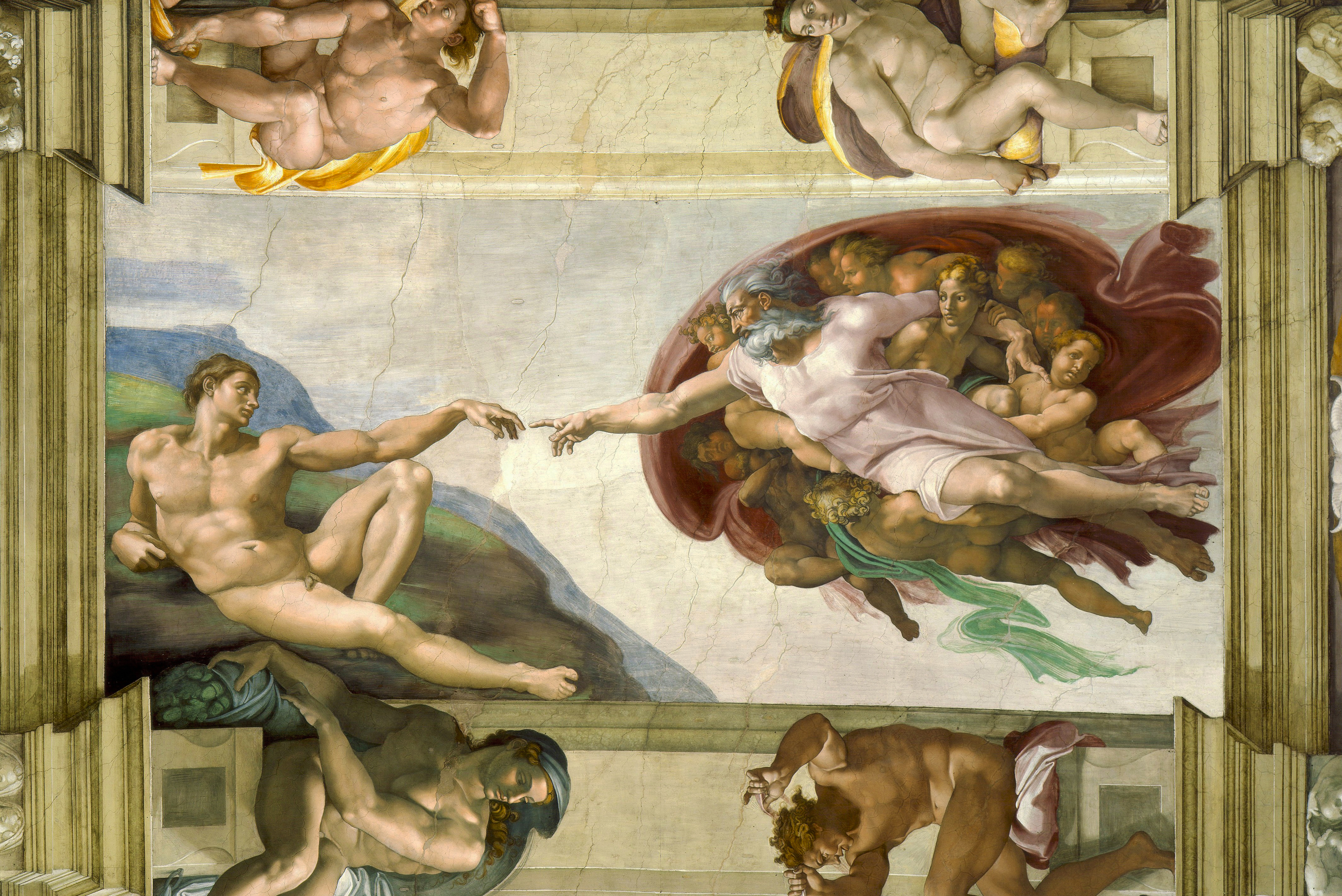
Michelangelo The Creation of Adam (Trần nhà) Sistine Chapel
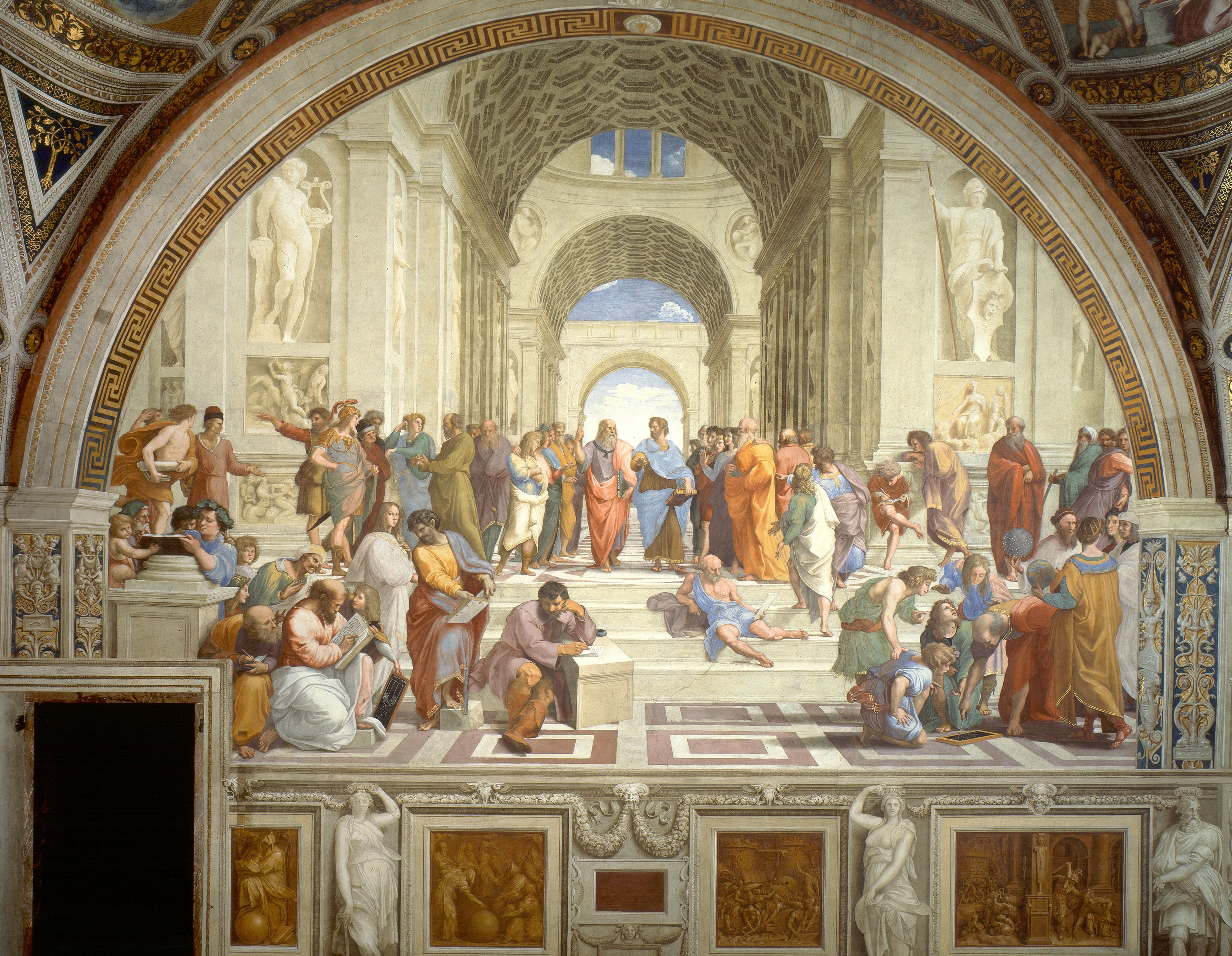
Raphael The School of Athens Raphael Rooms
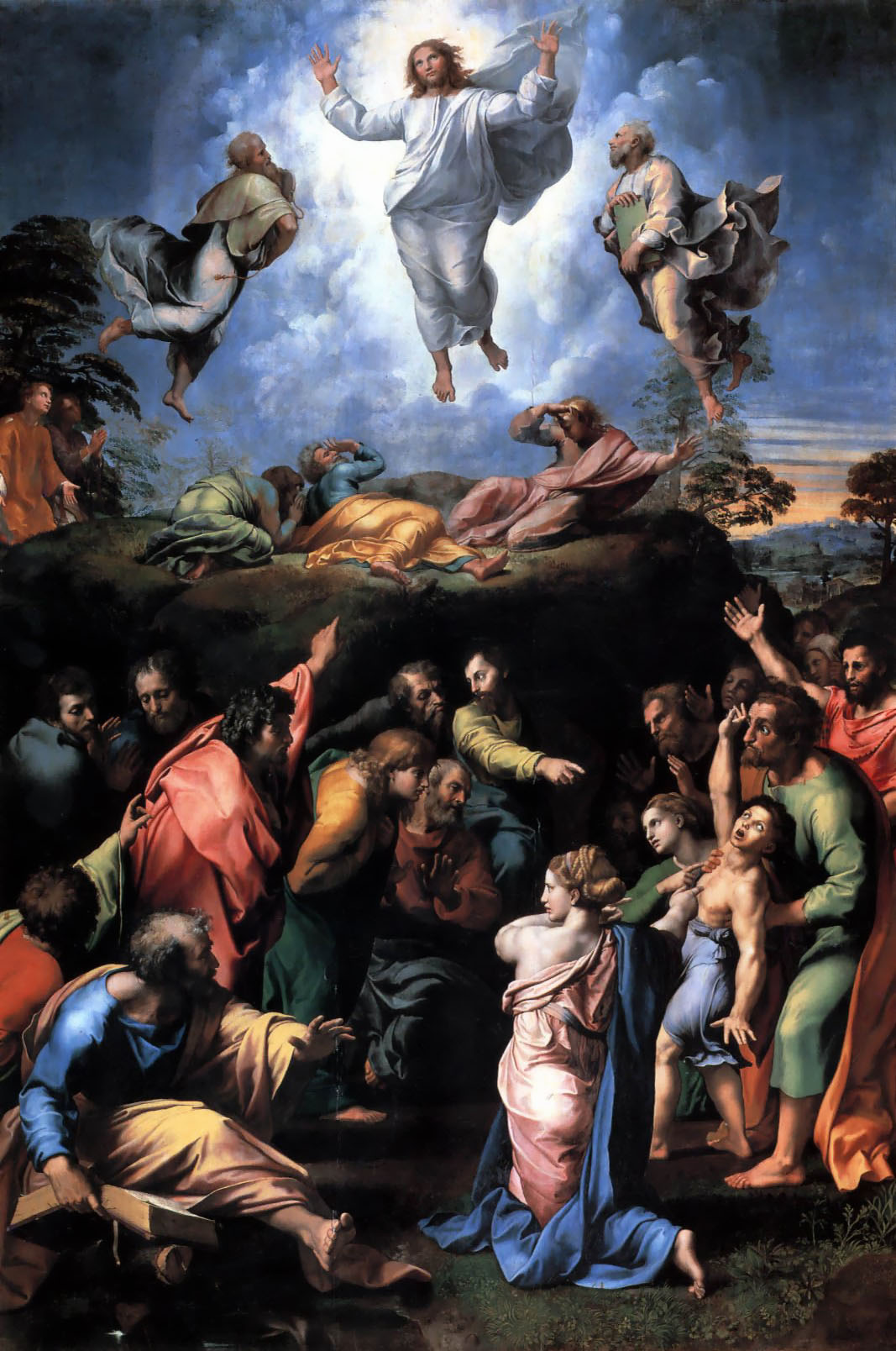
Raphael The Transfiguration Pinacoteca Vaticana
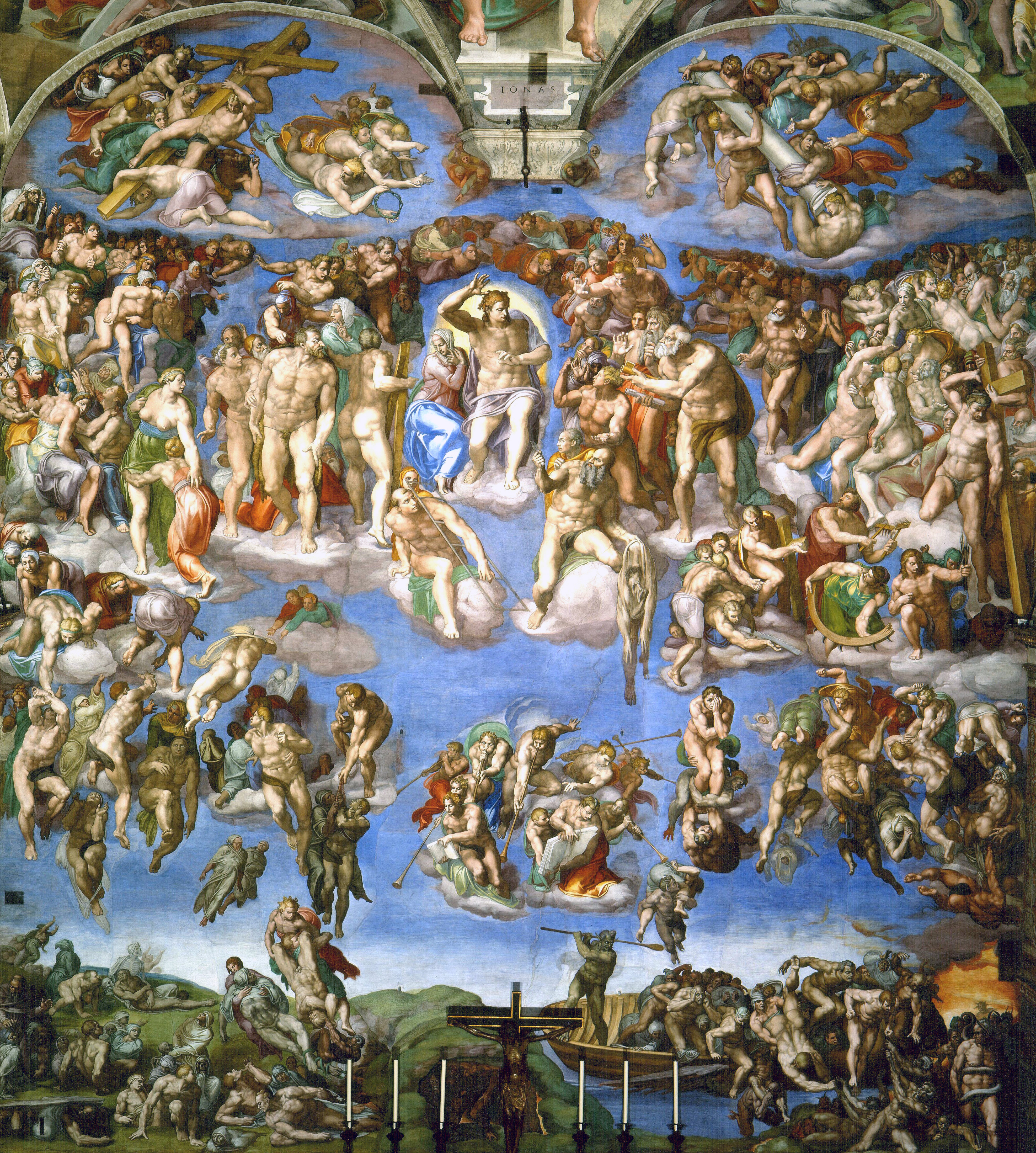
Michelangelo The Last Judgment Sistine Chapel
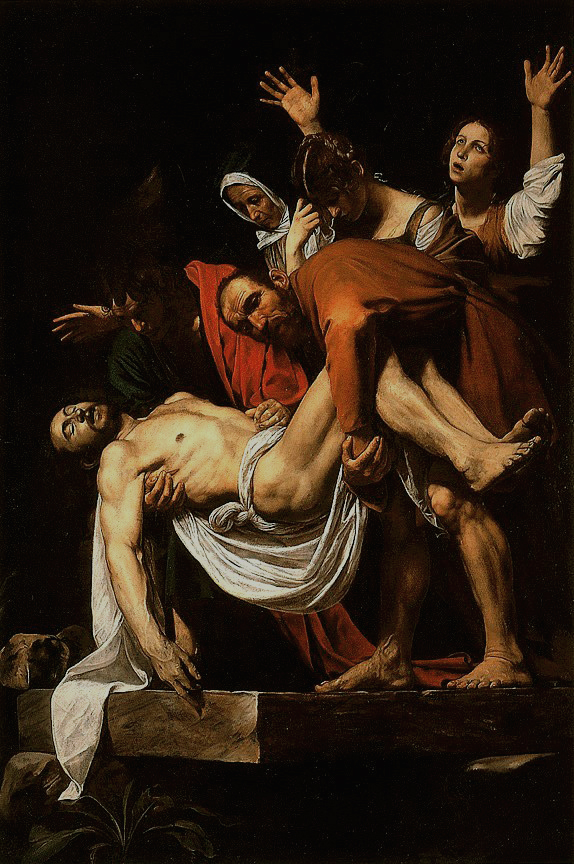
Caravaggio The Entombment of Christ Pinacoteca Vaticana
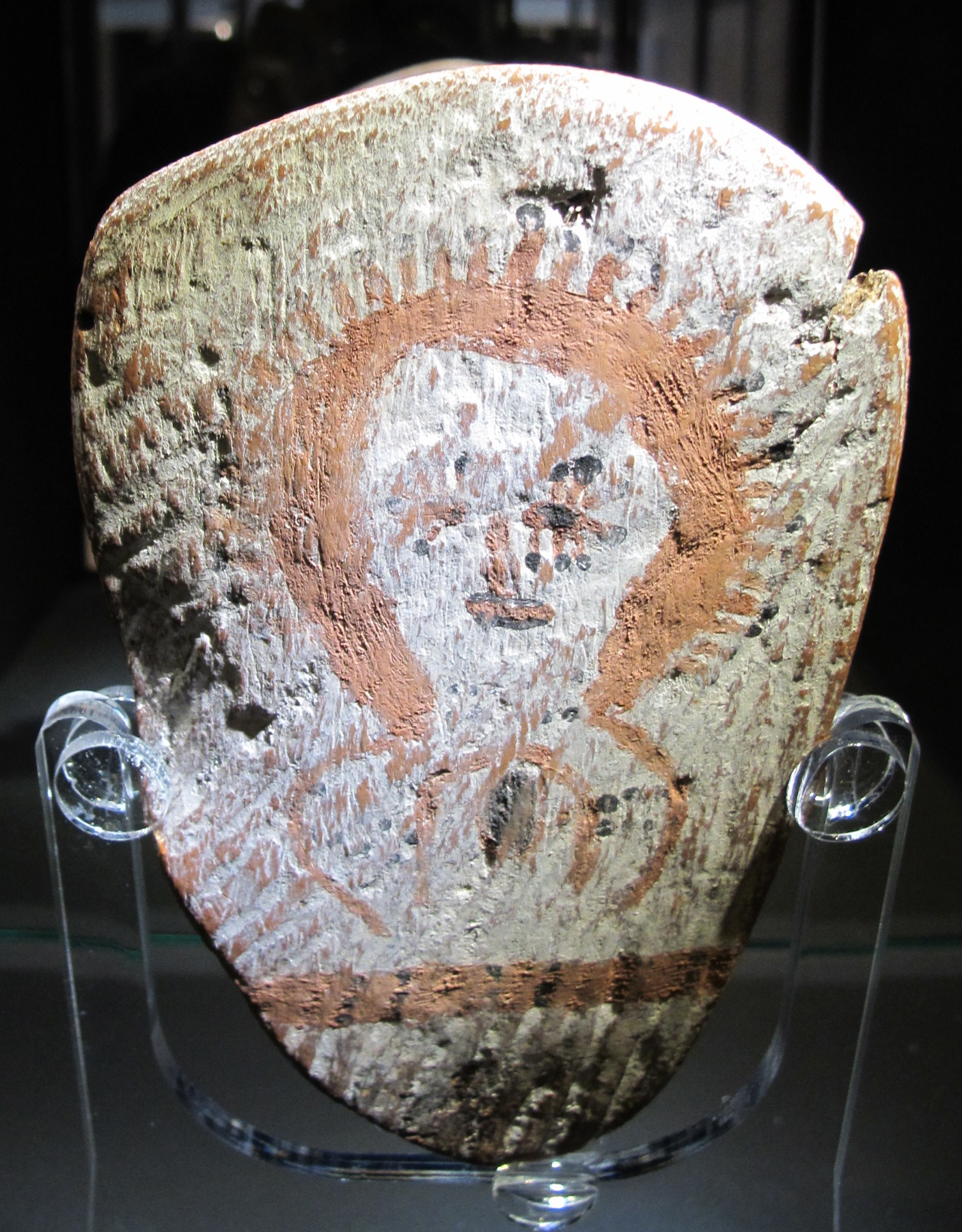
Walcott Inlet area, Western Australia Mô tả của Wandjina Anima Mundi
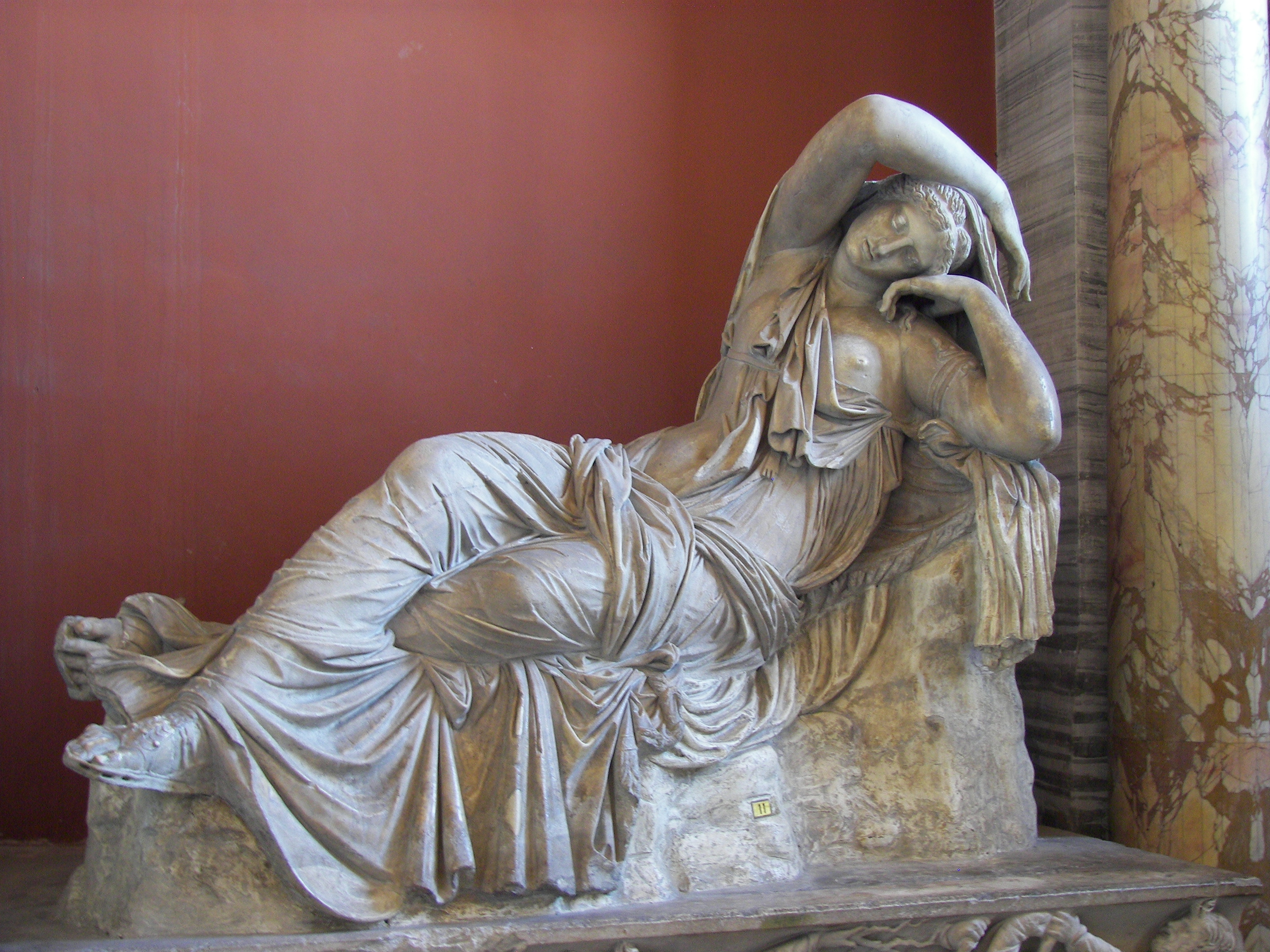
Sleeping Ariadne Galleria delle Statue

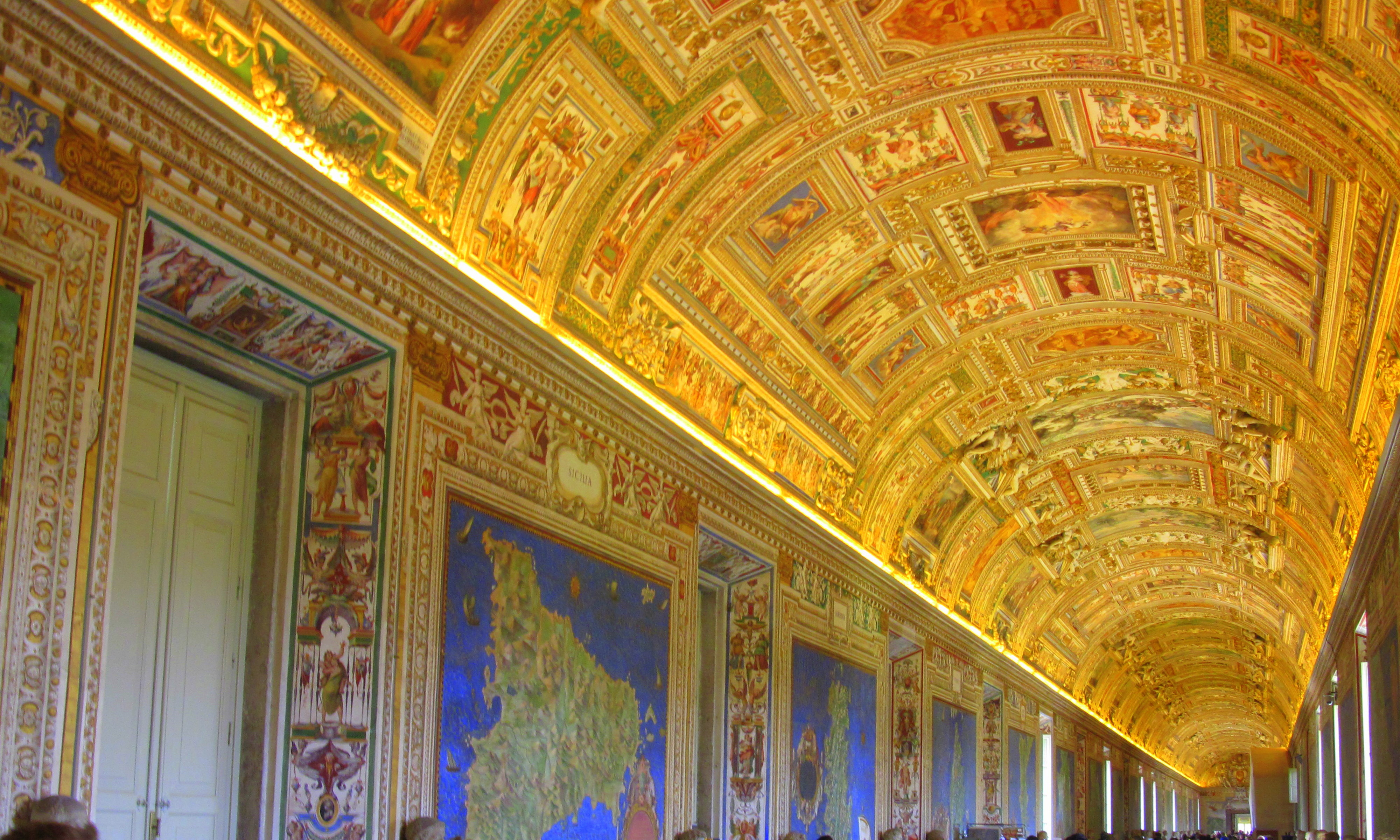
Gallery of Maps

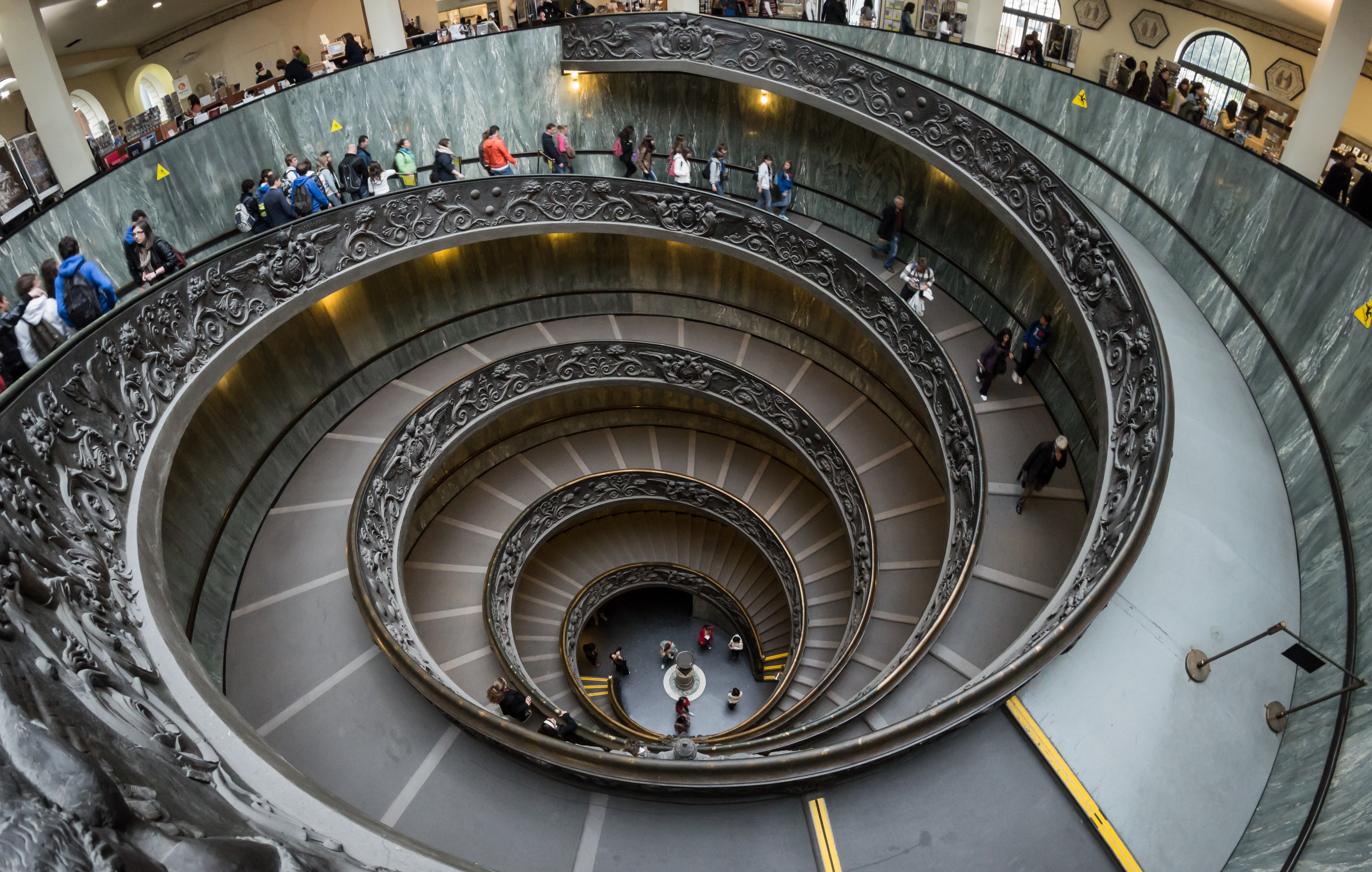
Bramante Staircase; cầu thang xoắn kép của Bảo tàng Vatican, do Giuseppe Momo thiết kế năm 1932

- Ngai vàng bằng đá cẩm thạch đỏ, trước đây nằm trong Vương cung thánh đường Saint John Lateran.
- Tác phẩm điêu khắc La Mã, bia mộ và chữ khắc, bao gồm Quan tài Junius Bassus, Quan tài Dogmatic, và văn bia của Lucius Cornelius Scipio Barbatus.
- Phòng Raphael với nhiều tác phẩm của Raphael và xưởng của ông, bao gồm cả kiệt tác The School of Athens(1509–1511).
- Nhà nguyện Niccoline.
- Nhà nguyện Sistine, bao gồm (phòng trưng bày trần nhà nguyện Sistine).
- Thư viện bản đồ: bản đồ địa hình của toàn nước Ý, do giáo chủ Ignazio Danti của Perugia vẽ trên tườngd9uuocc7cc75 Gregory XIII ủy quyền (1572–1585). Tác phẩm vẫn là nghiên cứu địa lý bằng hình ảnh lớn nhất thế giới.
- Các bức bích họa và các công trình khác trong Căn hộ Borgia được xây dựng cho giáo hoàngAlexander VI Borgia .
- Bramante Staircase là cầu thang xoắn kép do Giuseppe Momo thiết kế vào năm 1932. Cầu thang có hai phần, một xoắn kép và nghiêng nông , là một đoạn đường nối hơn là một cầu thang thực sự. Nó bao quanh bức tường bên ngoài của một cầu thang rộng khoảng mười lăm mét (49 foot) và có không gian thông thoáng ở trung tâm. Lan can xung quanh đoạn đường nối làm bằng kim loại được gia công công phu.